# Alexandra Ocles
María Alexandra Ocles Padilla (Quito, 22 de enero de 1979) es una política y educadora ecuatoriana.

## Biografía
Nació el 22 de enero de 1979 en la ciudad de Quito. Entre 1986 y 1990 realizó sus estudios secundarios en el colegio Manuela Cañizares. Estudió Licenciatura en Ciencias de la Educación en la Universidad Politécnica Salesiana y posteriormente obtuvo un masterado en Ciencias Sociales en la FLACSO.
Fue diputada alterna por el Partido Socialista-Frente Amplio en el período de 2003 a 2007. En diciembre de 2007 consiguió una curul en la Asamblea Constituyente de Ecuador de 2007 como cuota del movimiento Ruptura de los 25 (que en ese entonces formaba parte de Acuerdo PAIS).
En el siguiente período fue nombrada titular de la Secretaría de Pueblos por el presidente Rafael Correa, cargo que desempeñó hasta enero de 2011. En esa fecha, Ruptura de los 25 anunció su salida del Gobierno aseverando que el ejecutivo se había excedido en sus funciones. Así mismo se mostraron en contra del Referéndum constitucional y consulta popular de Ecuador de 2011 auspiciado por el Gobierno. Alexandra Ocles, junto con otros miembros de Ruptura, renunciaron a sus cargos luego de hacerse el anuncio.
En junio de 2012, Alexandra Ocles anunció su salida de Ruptura de los 25 (donde había militado por 12 años) para regresar al Gobierno, aseverando que aunque poseía diferencias con el proyecto político de Alianza PAIS, "cree" en el proyecto. El anuncio se dio luego de que el presidente Correa la nombrara delegada en el Directorio de la Comisión de Transición para la Definición de la Institucionalidad Pública. Respecto a su salida, la dirigencia de Ruptura 25 afirmó que le deseaban suerte y que fue una decisión personal de ella. César Rodríguez, asambleísta que en aquella época había abandonado Alianza PAIS, dijo sobre el tema que la estrategia del Gobierno era "quebrar" a los grupos pequeños antes de que lleguen las elecciones generales de 2013.
Para las elecciones legislativas de 2013, fue postulada como suplente del asambleísta y anterior Presidente de la Asamblea, Fernando Cordero Cueva, que resultó reelecto.
En abril de 2013, Fernando Cordero anunció su renuncia al cargo de asambleísta, de este modo dejando su curul a Alexandra Ocles. En la Asamblea desempeñó el puesto de presidenta del Organismo Parlamentario por los Derechos de los Pueblos y Nacionalidades.
En mayo de 2017 fue nombrada Secretaria Nacional de Gestión de Riesgos por el presidente Lenín Moreno.